# Silvain Gire
Pour les articles homonymes, voir Gire.
Silvain Gire, né en 1964 à Lyon (Rhône), est un journaliste, auteur et producteur de radio français. Il est le cofondateur et l'ancien responsable éditorial d'Arte Radio.

## Biographie
Silvain Gire est né en 1964 à Lyon (Rhône).[réf. nécessaire]
Entre 1990 et 1994, Silvain Gire est producteur délégué à France Culture. Il réalise des documentaires autour de la musique (rock, rap, électro) et est reporter pour l'émission de Jean Lebrun Culture Matin. En 1994, il devient rédacteur en chef d'Arte Magazine, le bulletin des programmes de la chaîne de télévision Arte.
En 2002, à l'initiative du président d'Arte France Jérôme Clément et sur une proposition d'Alain Joannès, Silvain Gire est désigné pour imaginer et diriger la webradio d'Arte, Arte Radio, un projet alors inédit en France, et considéré comme pionnier dans l'histoire du podcast puisqu'il propose dès avril 2002 des créations audio sans format et à télécharger librement sur le web.
Silvain Gire a publié un recueil de nouvelles Johnny est mort aux éditions du Seuil (2002).
Il fut le responsable éditorial d’Arte Radio jusqu'en juillet 2023, date à laquelle il cède la place à Perrine Kervran.